# Zeche Johannessegen
Die Zeche Johannessegen ist ein ehemaliges Steinkohlenbergwerk in Hattingen-Bredenscheid-Stüter. Die Zeche war im 19. Jahrhundert auch unter den Namen Zeche Johannis Segen und Zeche Johannes Segen bekannt. Das Bergwerk ist aus der Zusammenlegung mehrerer kleiner Berechtsamen im Bereich der Bredenscheider Berge und der Kuhweidermark entstanden.

## Bergwerksgeschichte

### Die Anfänge

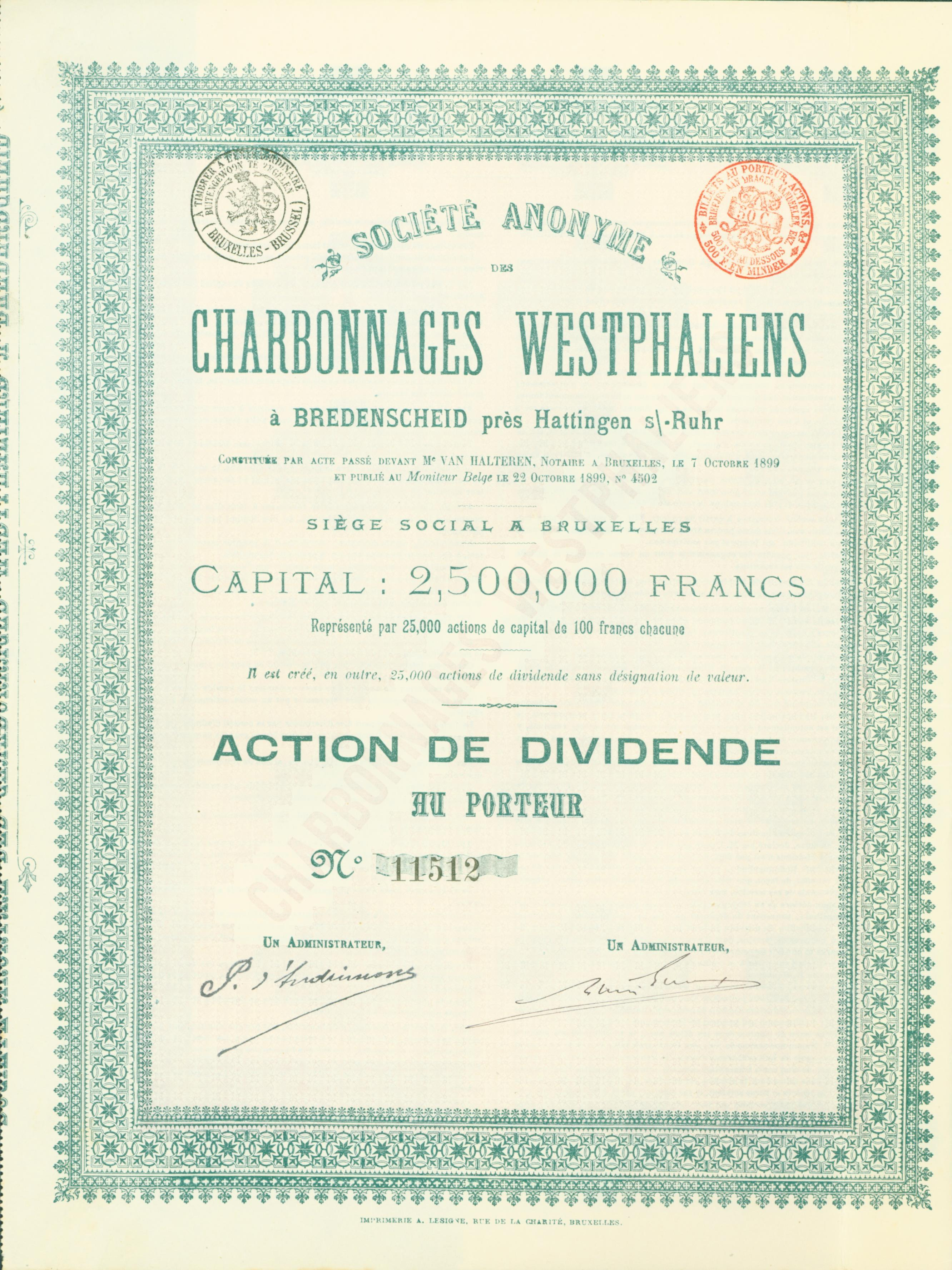
Aktie der S. A. des Charbonnages Westpfaliens vom 22. Oktober 1899

Am 28. August des Jahres 1793 erfolgte die Verleihung eines Längenfeldes. In den Jahren 1796 bis 1847 sowie 1855 wurde die Zeche in den Unterlagen nicht erwähnt. Im Jahr 1874 wurde im geringen Umfang Kohlengewinnung betrieben. Es wurde ein Stollen im oberen Paasbachtal, nahe Hackstück, aufgefahren, der Vortrieb erfolgte in südwestlicher Richtung. Eine Zeitlang wurde Abbau betrieben, zeitweise war der Stollen auch außer Betrieb. Im Jahr 1887 erreichte der Stollen eine Länge von rund 800 Metern. Im selben Jahr wurde eine Schleppbahn zum Bahnhof Bredenscheid in Betrieb genommen. Im Jahr 1892 waren ein Förderstollen und ein tonnlägiger Schacht vorhanden, die Berechtsame umfasste ein Längenfeld. Der Schacht hatte eine flache Teufe von 45 Metern. Auch zu dieser Zeit war das Bergwerk zeitweilig außer Betrieb. Im Jahr 1893 wurde der Schacht aufgegeben. Am 1. September des Jahres 1897 kam es zur Konsolidation mit der Zeche Hoffnungsthal. Im Jahr 1899 wurde die Gewerkschaft Hoffnungsthal vom Bergwerksunternehmer Leo Hanau in die Westfälische Kohlenwerke AG eingebracht. Diese Gesellschaft war kurz zuvor in Brüssel als S. A. des Charbonnages Westphaliens gegründet worden und war durch diese Aktion in den Besitz aller Kuxe der Gewerkschaft Johannessegen gelangt. Somit stand die Zeche Johannessegen unter dem Einfluss des belgischen Kapitals.

### Der weitere Betrieb
Anfang des 19. Jahrhunderts wurden auf dem Bergwerk schrittweise sämtliche zugehörigen Stollenbetriebe stillgelegt. Im Jahr 1905 kam es zum Konkurs der Westfälischen Kohlenwerke, das führte am 25. September desselben Jahres zu einem Besitzerwechsel mit anschließender Rückbenennung in Zeche Johannessegen. Noch im selben Jahr kaufte die Gewerkschaft Johannessegen von der Aktiengesellschaft Königsborn die Berechtsame der bereits stillgelegten Zeche Sprockhövel. Im Feld Wodan befand sich der Förderschacht Hoffnungsthal mit einer Teufe 147 Metern. Die tiefste Sohle lag bei einer Teufe von 145 Metern. Das Bergwerk hatte zu diesem Zeitpunkt drei Stollen, drei Tagesüberhauen, zwei Wetterschächte und eine Brikettfabrik. In diesem Jahr wurde der tonnlägige Schacht Hoffnungsthal 2 aufgegeben. Im Jahr 1906 wurden die Restkuxe von den Zechen Johann Friedrich und Heinrich Wilhelm erworben. Zusätzlich wurden die Geviertfelder Zufälligglück und Hohenstein von der Zeche Carl Friedrich’s Erbstollen und das Grubenfeld der Zeche Friedliche Nachbar erworben. Die Berechtsame umfasste zu diesem Zeitpunkt 13 Geviertfelder und fünf Längenfelder. Im Jahr 1907 wurde das Längenfeld Valeria von der Zeche Blankenburg erworben. Im selben Jahr wurde das Geviertfeld Zufälligglück ausgerichtet. Am 14. Juni desselben Jahres konsolidierten die Zechen Friedliche Nachbar, Wodan, Zufälligglück, Redlichkeit, Jalousie, Hoffnungsthal, Gustav Carl, Hohenstein, Diedrich Carl, Siegeskranz, Hülsiepenbank, Johannessegen und Rabe zur Zeche Johannessegen. Es wurde ein Schacht der Zeche Friedliche Nachbar übernommen und die Förderung eingestellt. Im Jahr 1908 wurde die Längenfelder Gutehoffnung und Pius erworben. Außerdem wurde im selben Jahr die Kuxenmehrheit des Geviertfeldes Rebecca erworben und die Tagesanlagen der Zeche Friedliche Nachbar abgerissen. Zu diesem Zeitpunkt hatte das Bergwerk vier Stollen, vier Tagesüberhauen und vier Schächte. Drei der Schächte waren tonnlägig. Im Jahr 1909 wurden die Grubenfelder Zukunft I, Zukunft II, Rockershausen, Königsburg, Waterloo sowie Sohn Emil & Tochter Auguste erworben.

### Die Jahre bis zur Stilllegung
Im Jahr 1910 hatte das Bergwerk fünf Tagesschächte. Außerdem waren noch fünf Tagesüberhauen vorhanden. Das Bergwerk verfügte über zwei Brikettfabriken mit insgesamt neun Brikettpressen. In den Brikettfabriken konnten bis zu 80.000 Tonnen der auf dem Bergwerk geförderten Magerkohlen zu Eiformbriketts gepresst werden. Außerdem wurde von der Gewerkschaft Johannessegen eine Ziegelei betrieben. Im Jahr 1913 waren zehn Tagesüberhauen, ein seigerer Schacht und zwei tonnlägige Schächte vorhanden. Am 12. September des Jahres 1915 wurde die stillgelegte Zeche Sprockhövel übernommen. Im Jahr 1920 waren der Förderschacht Hoffnungsthal 2, der tonnlägige Schacht Rabe, fünf Stollen und acht Tagesüberhauen vorhanden. Im Jahr 1919 wurde die Gewerkschaft Johannessegen von der Gesellschaft Lothringen erworben. Am 24. März des Jahres 1921 konsolidierte die Zeche Johannessegen mit weiteren Zechen zur Zeche Alte Haase. Im Jahr 1925 wurde die Zeche Johannessegen aufgrund der schlechten wirtschaftlichen Lage stillgelegt.

## Förderung und Belegschaft
Die ersten Förderzahlen stammen aus dem Jahr 1874, in diesem Jahr wurde eine Förderung von annähernd 1300 Tonnen Steinkohle erbracht. Die ersten Belegschaftszahlen stammen aus dem Jahr 1878, in diesem Jahr waren sechs Bergleute auf der Zeche beschäftigt, die eine Förderung von 1063 Tonnen Steinkohle erbrachten. Im Jahr 1881 wurden mit fünf Bergleuten 902 Tonnen Steinkohle abgebaut. Im Jahr 1883 waren vier Bergleute auf dem Bergwerk beschäftigt, die eine Förderung von 702 Tonnen Steinkohle erbrachten. Im Jahr 1885 wurden 838 Tonnen Steinkohle von vier Bergleuten abgebaut. Im Jahr 1890 wurden mit 18 Bergleuten 3579 Tonnen Steinkohle gefördert. Im Jahr 1892 sank die Förderung auf 150 Tonnen Steinkohle, diese Leistung wurde von zwei Bergleuten erbracht. Im Jahr 1894 Anstieg der Förderung auf 577 Tonnen, es waren vier Bergleute beschäftigt.
Im Jahr 1905 wurden mit 461 Bergleuten eine Förderung von 102.013 Tonnen Steinkohle erbracht. Die maximale Förderung wurde im Jahr 1906 erbracht, mit 486 Bergleuten wurden 144.502 Tonnen Steinkohle gefördert. Im Jahr 1910 wurde mit 500 Beschäftigten eine Förderung von 129.911 Tonnen Steinkohle erbracht. Im Jahr 1913 wurde mit gleicher Belegschaftsstärke eine Förderung von 138.769 Tonnen Steinkohle erbracht. Im Jahr 1915 sank die Förderung auf 100.681 Tonnen, diese Förderung wurde von 383 Bergleuten erbracht. Die letzten bekannten Belegschafts- und Förderzahlen des Bergwerks stammen aus dem Jahr 1920, mit 532 Beschäftigten wurden 109.536 Tonnen Steinkohle gefördert.